# Tetragnatha necatoria
Tetragnatha necatoria là một loài nhện trong họ Tetragnathidae.
Loài này thuộc chi Tetragnatha. Tetragnatha necatoria được miêu tả năm 1910 bởi Tullgren.